# Filipijnse purperkoet
De Filipijnse purperkoet (Porphyrio pulverulentus) is een vogel uit de familie van de rallen, koeten en waterhoentjes (Rallidae).

## Externe link

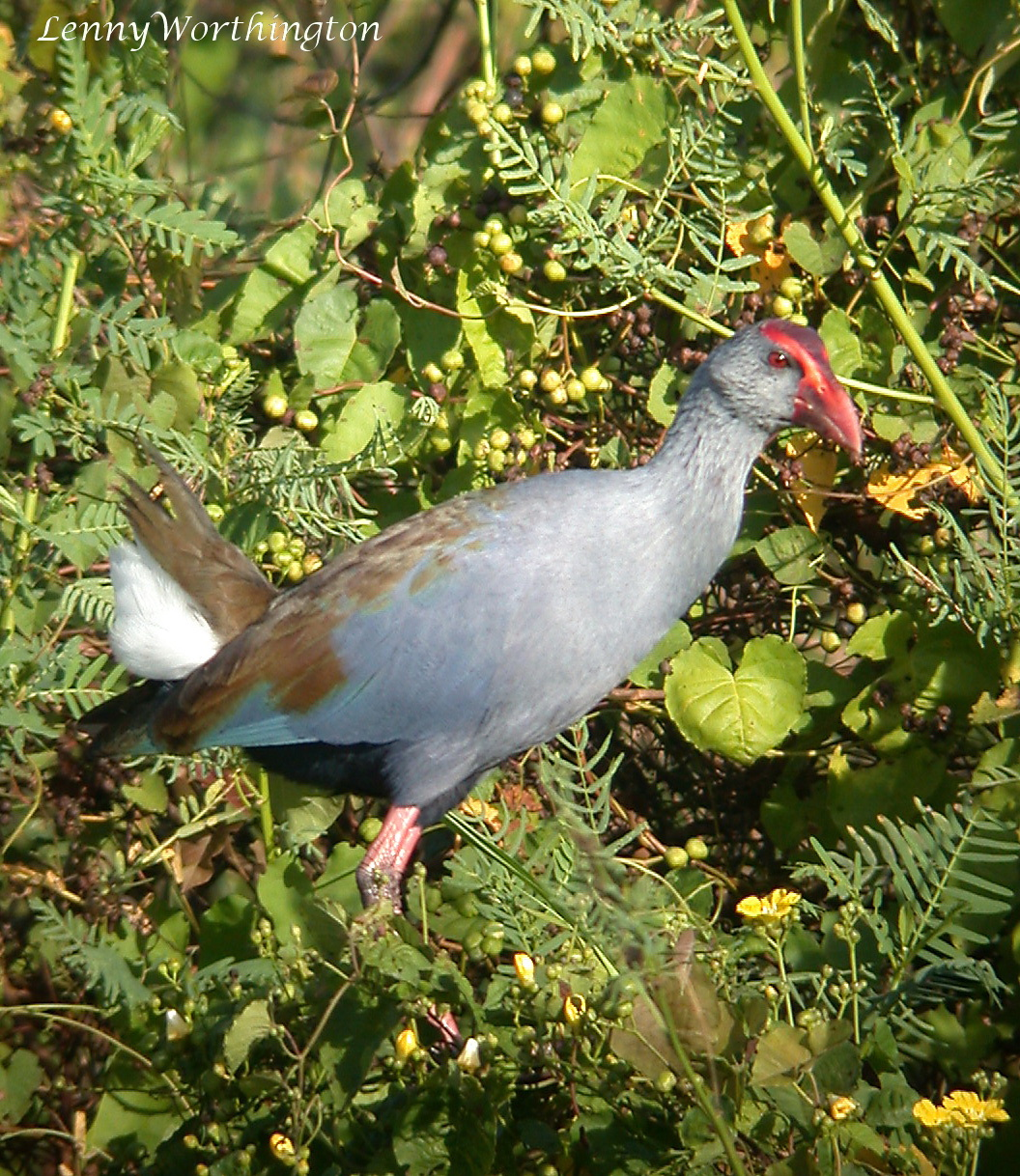

## Verspreiding en leefgebied
Deze soort komt voor op de Filipijnen.

## Status
De Filipijnse purperkoet komt niet als aparte soort voor op de lijst van het IUCN, maar is daar een ondersoort van de (gewone) purperkoet (P. porphyrio pulverulentus).